# روث کرافورد سیگر
روث کرافورد سیگر (انگلیسی: Ruth Crawford Seeger؛ ۳۱ ژوئیه ۱۹۰۱ – ۱۸ نوامبر ۱۹۵۳) یک آهنگساز مدرنیست اهل ایالات متحده آمریکا بود.
سال‌های فعالیت اصلی او مابین دهه ۲۰ تا ۳۰ میلادی بود و پس از سال‌های دههٔ ۳۰ تا زمان مرگش، به یک متخصصِ موسیقی فولکلور مبدل شد. او همچنین یکی از اعضای برجستهٔ جنبشی آمریکایی موسوم به «آهنگسازان فوق‌مدرن» بود و آثارش، الهام‌بخشِ آهنگسازانی همچون الیوت کارتر شد.